# Tyrannochthonius floridensis
Tyrannochthonius floridensis és una espècie d'aràcnid de l'ordre Pseudoscorpionida de la família Chthoniidae.
Es troba de forma endèmica a Florida (Estats Units).